# Cassandra Clare
Judith Rumelt, nom real de Cassandra Clare (Teheran, Iran, 27 de juliol de 1973), és una escriptora estatunidenca nascuda a l'Iran. És coneguda per ser l'autora de la saga de llibres per a adults i joves Caçadors d'ombres.

## Biografia
Clare va néixer a Teheran, però els seus pares són estatunidencs. Abans de tenir deu anys va viure a Suïssa, Anglaterra i França. En els seus anys d'institut va viure a Los Angeles i a Nova York, on va treballar en diferents revistes d'entreteniment. Va començar a treballar en la seva novel·la Ciutat d'os l'any 2004, inspirada en el viatge urbà per Manhattan. Aquesta saga de llibres ha estat proposada per a una pel·lícula.
Abans de la publicació de Ciutat d'ossos, Clare era coneguda com a escriptora de fanfiction (la paraula fanfiction fa referència als relats de ficció escrits per fans) sota el pseudònim de Cassandra Claire, molt semblant al que utilitza en l'actualitat. Les seves obres principals van ser la trilogia de Draco, que tracta sobre la biografia del personatge fictici de Draco Malfoy, que pertany a la sèrie de llibres Harry Potter; una altra obra molt coneguda de Claire és El diari molt secret, basada en la història d'El senyor dels anells. Claire va ser considerada una gran fanàtica en la comunitat de seguidors de Harry Potter i va ser reconeguda en diferents diaris, però també va ser acusada de plagi.

## Obres
- Caçadors d'ombres (The Mortal Instruments):
  - Ciutat d'ossos (2007)
  - Ciutat de cendra (2008)
  - Ciutat de vidre (2009)
  - Ciutat dels àngels caiguts (maig de 2011)
  - Ciutat de les animes perdudes (setembre de 2012)
  - Ciutat del foc celestial (City of Heavenly Fire) (març/abril 2014)
- Els orígens (The Infernal Devices):
  - L'àngel mecànic (The Clockwork Angel)(31 d'agost de 2010)
  - El príncep mecànic (The Clockwork Prince) (setembre 2011)
  - La princesa mecànica (The Clockwork Princess) (setembre 2012)
- The Dark Artifices:
  - Dama de mitjanit (Lady Midnight)(2015)
  - Príncep de les ombres (Prince of shadows)
  - La reina de l'aire i la foscor (The Queen of Air and Darkness)
- The Bane Chronicles:
  - What really happened in Peru
  - The Runaway Queen
  - Vampires, Scones and Edmund Herondale
  - The Rise of the Hotel Dumort
  - The fall of the Hotel Dumort
  - Saving Raphael Santiago
  - No Immortal Can Keep a Secret
  - The Course of True Love [And First Dates]
  - What To Buy The Shadowhunter Who Has Everything
- The Shadowhunter’s Codex